# Eurhynchium murale
Eurhynchium murale là một loài Rêu trong họ Brachytheciaceae. Loài này được (Hedw.) Milde mô tả khoa học đầu tiên năm 1869.